# 鹰击一号
鹰击一号 (YJ-1 ) 飞航式反舰导弹，是中华人民共和国研製的第一种超音速飞航式反艦导弹。北約代號：CSS-NX-5 (Saple)，出口型号名称C101。

## 设计
鹰击一号在弹体两侧捆绑2具使用煤油的CF-08型液体燃料冲压发动机用于巡航飞行。两台并联在弹体两侧下方的固体火箭助推器用于发射后爬高，巡航速度为两倍音速，最大射程50千米。距目标3千米处转入5米高度突防，最后撞击目标的水线处。导弹的控制为“自控”加“自导”，采用主动式单脉冲体制的末制导雷达。由于较小的外形尺寸与重量，可以空射、舰载发射或岸基发射。空射型不需要固体火箭助推器，全弹重量降至1500千克。

## 研制历史
1969年8月，中央军委决定研制配套水轰-5飞机的低空超音速空对舰导弹，于1970年起步研制，命名为鹰击一号，最初以空舰为主，因此用“鹰击”命名。由第七机械工业部第三研究院第31研究所承担。由于载机尚未研制成，先改为从地面发射，1971年又安排了舰载发射的方案。 当时同时起步研制的还有同样以冲压发动机为动力的海鹰三号超音速岸对舰导弹。
鹰击一号动力装置最初采用CF-07型冲压发动机。1977年，助推段飞行两次试验成功。1978年7月，第3次飞行试验，取得了两具冲压发动机在预定初速下点火成功。由于低空飞行弹体阻力大于冲压发动机推力，决定加大冲压发动机直径，提高推力，这就是CF-08型冲压发动机。当时按照缩短国防工业战线的政策，国家决定重点发展鹰击一号，海鹰三号转入预研。1980年5月开始研制CF-08型发动机，经11个月制出地面试验样机；到1982年9月交付飞行试验样机。1983年6月24日，装CF-08型发动机的鹰击一号首次飞行试验，成功取得了加速至巡航速度飞行状态。1984年9月4日第15发飞行试验，CF-08型冲压发动机实现了低空超音速全程动力飞行的设计目标。1986年取得自导弹发射成功。1992年4月至6月，鹰击一号装024型导弹艇鉴定性飞行试验成功。
最终鹰击一号未能列装中国人民解放军。

## 出口型号
出口型号名为C101，由中国精密机械进出口公司代理。